# Mike Bradner
Michael Drake Bradner (Washington D. C., 3 de marzo de 1937 - Anchorage, 27 de febrero de 2021) fue un político estadounidense que se desempeñó en la Cámara de Representantes de Alaska entre 1967 y 1977.

## Primeros años
Bradner asistió a la escuela secundaria en Indiana y vivió en el estado de Washington antes de mudarse a Alaska para un trabajo de verano en barcos de carga sobre el río Yukón. Se graduó de la Universidad de Alaska Fairbanks. Después de su matrimonio, Bradner se convirtió en periodista, primero trabajando para el Fairbanks Daily News-Miner.

## Carrera
En 1965, Bradner se convirtió en asistente legislativo y fue elegido miembro de la Cámara de Representantes por derecho propio durante el siguiente ciclo electoral, que ocupó hasta 1977. Se desempeñó como presidente de la Cámara de Representantes de Alaska de 1975 a 1977. En 1976, Bradner hizo campaña como político independiente, por un escaño en el Senado de Alaska, después de perder las primarias del partido demócrata ante Richard Greuel. Bradner fue asistente legislativo de la administración de gobernador de Steve Cowper hasta que renunció al cargo en enero de 1987.

## Vida personal
Bradner y su primera esposa, Janet, criaron cuatro hijas. Más tarde se casó con Jeanne, con quien tuvo dos hijas biológicas y crio dos hijas adoptivas.

### Fallecimiento
Bradner falleció por complicaciones de COVID-19 durante la pandemia de COVID-19 en Alaska el 27 de febrero de 2021, en Anchorage a los 83 años, cuatro días antes de cumplir 84 años.